# Lajos Papp
Lajos Papp (n. 8 aprilie 1944, Debrețin, Ungaria – d. 31 octombrie 1993, Budapesta, Ungaria) a fost un sportiv ce a reprezentat Ungaria, medaliat olimpic. A participat la 1 ediție a Jocurilor Olimpice (1972) în care a câștigat 1 medalie de bronz.

## Participări
Lista de mai jos prezintă principalele competiții la care a participat Lajos Papp de-a lungul carierei.
- shooting at the 1972 Summer Olympics – 300 metre free rifle[*]